# Aron Zemmer
Aron Zemmer (Siusi, 26 augustus 1990) is een Italiaanse golfprofessional.
Zemmer begon met golf op 11-jarige leeftijd en werd later lid van Golf Club Kastelruth Seiseralm in Zuid-Tirol. Hij deed in 2009 eindexamen. Daarna ging hij vier maanden naar Miami, waar vooral veel aandacht aan zijn korte spel werd besteed. Hoewel hij het een mooie ervaring vond, wilde hij er niet langer blijven. In die winter was hij een paar maanden skileraar.

## Professional
Hij werd in 2010 professional. Hij speelt in 2012 op de Alps Tour en de Sunshine Tour.